# Sophus Torup

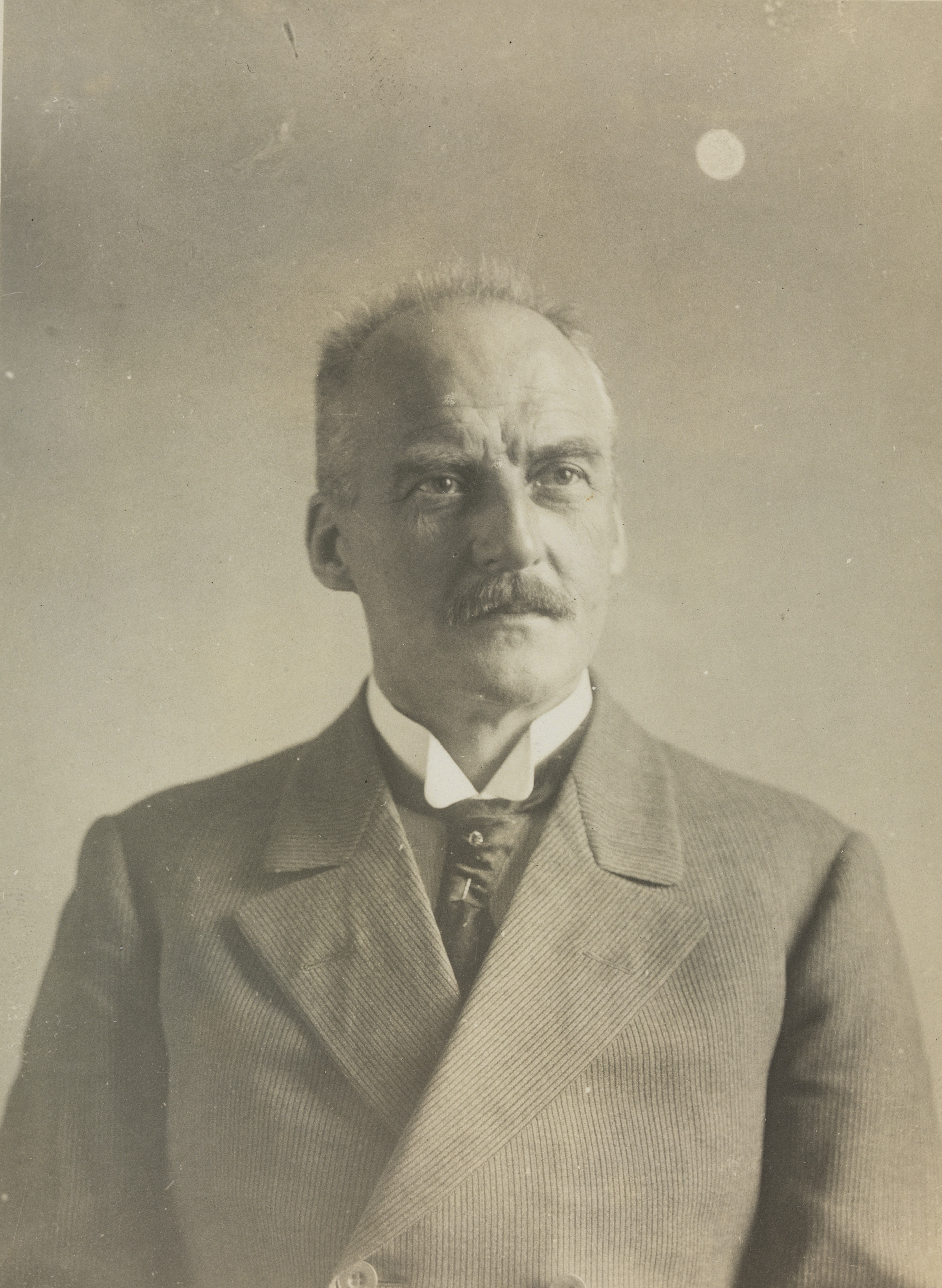
Sophus Torup.

Sophus Carl Frederik Torup, född 15 augusti 1861 i Nykøbing, Falster, död 30 november 1937 i Oslo, var en norsk-dansk fysiolog. 
Torup avlade medicinsk examen 1885, studerade fysiologi utomlands 1885 och 1887–1888 och var assistent vid det fysiologiska laboratoriet 1886–1887. Efter kandidattjänst vid Frederiks Hospital avlade han doktorsgraden 1887 (Om Blodets Kulsyrebinding) och deltog i inrättandet av försökslaboratoriet vid Landbohøjskolen, då han var utsedd till att överta det nya lektoratet i djurfysiologi där, men kallades 1889 till professor i fysiologi vid Kristiania universitet. Torup, som särskilt sysselsatte sig med blodets, näringens och ämnesomsättningens fysiologi, var medlem av flera vetenskapliga sällskap och akademier och hörde inom sitt fack till Nordens ledande män.